# Eduard II. (England)

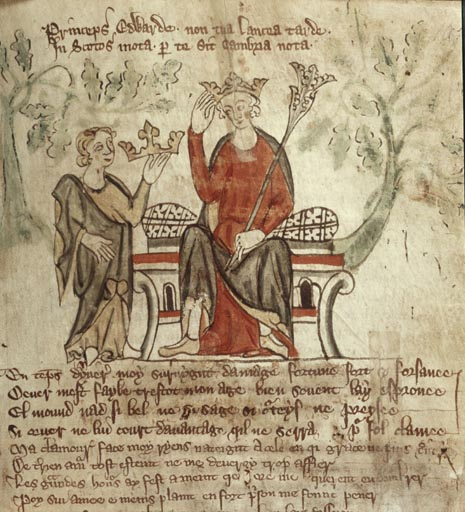
Eduard II. von England, Buchmalerei aus dem 14. Jahrhundert

Eduard II. (englisch Edward II, auch Edward II of Carnarvon; * 25. April 1284 in Caernarvon, Wales; † 21. September 1327 in Berkeley Castle, Gloucestershire) war von 1307 bis 1327 König von England, Lord von Irland und Herzog von Aquitanien. Er trug als erster Thronfolger den Titel eines Prince of Wales und war der erste englische Monarch seit der normannischen Eroberung 1066, der abgesetzt wurde.

## Herkunft und Jugend

### Herkunft

Wappen von Eduard II. als König von England

Eduard II. war der vierte Sohn und das jüngste Kind von Eduard I. von England und dessen erster Gemahlin Eleonore von Kastilien. Er wurde vermutlich in dem im Bau befindlichen Caernarfon Castle geboren. Sein Vater soll absichtlich seine Geburt in Nordwales arrangiert haben, um durch die Geburt eines Prinzen in Wales die englische Herrschaft im kurz zuvor eroberten Wales zu stärken. Angeblich soll er den Walisern einen Herrscher versprochen haben, der in Wales geboren wurde und kein Wort Englisch spricht. Aufgrund dessen wurde Edward im Alter von 16 Jahren zum ersten Fürsten von Wales ernannt. Dies wurde allerdings erst im 16. Jahrhundert behauptet, doch klingt diese Version plausibel. Caernarfon Castle sollte als prächtigste der neuen Burgen König Eduards I. in Wales als Residenz des neuen Fürsten von Wales dienen.

### Kindheit und Erziehung
Eduard war mindestens das 14. Kind von Königin Eleonore, doch nach dem Tod seines älteren Bruders Alphonso im August 1284 war er der einzige überlebende Sohn. Obwohl Eduard damit als Thronfolger feststand, kümmerten sich seine Eltern wenig um seine Erziehung. Zwischen Mai 1286 und August 1289 waren seine Eltern in Frankreich. Als sein Vater im April 1290 einen neuen Kreuzzug plante, übertrug er im Fall des Todes von Eduard auch all seinen Töchtern das Recht auf seine Nachfolge als König. Am 28. November 1290 starb Eduards Mutter Eleonore, von ihr erbte er die Grafschaften Ponthieu und Montreuil in Frankreich. Im Juni 1291 starb seine Großmutter Eleonore von der Provence. Seine zahlreichen Schwestern wurden verheiratet oder traten in Klöster ein. Spätestens ab 1290 gehörten Dominikaner zu seinem Haushalt, und Eduard behielt zeitlebens eine enge Beziehung zu dem Orden. 1290 beauftragte seine Mutter ihren Schreiber Philip damit, Eduard zu unterrichten. Eduards Muttersprache war Französisch, das er auch lesen konnte, daneben verstand er Englisch wie sein Vater. Ob er auch schreiben konnte, ist unbekannt. Von 1295, vielleicht sogar von 1293 an, bis zu seinem Tod im April 1303 war der Ritter Gui de Ferre aus der Gascogne für die ritterliche und militärische Ausbildung Eduards verantwortlich. Obwohl der Thronfolger als Jugendlicher als stark, sportlich und als guter Reiter galt, ist von ihm keine Teilnahme an einem Turnier bekannt.

### Heiratspläne und Verlobungen
Sein Vater plante, seinen Sohn mit der schottischen Thronfolgerin Margarete, der Maid of Norway, zu verheiraten. Die Ehe war im Juli 1290 im Abkommen von Birgham vertraglich geregelt worden, doch die junge Braut starb im selben Jahr während der Überfahrt nach Schottland. Nach dem Beginn des Französisch-Englischen Krieges 1294 wollte sein Vater ihn mit einer Tochter von Graf Guido von Flandern verheiraten, um das Bündnis zwischen Flandern und England zu stärken. Gemäß den Waffenstillstandsverhandlungen 1298 wurde diese Vereinbarung von Papst Bonifatius VIII. aufgehoben. Dafür wurde im Vertrag von Montreuil im Juni 1299 die Verlobung von Eduard mit der französischen Prinzessin Isabelle de France beschlossen, die den Krieg zwischen England und Frankreich beenden sollte. Nach dem Vertrag von Paris von 1303, der den Krieg mit Frankreich schließlich beendete, wurden Eduard und Isabelle offiziell verlobt.

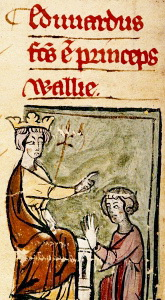
Prinz Eduard wird von seinem Vater zum Prince of Wales gekrönt. Darstellung aus der Chronica Roffense, frühes 14. Jahrhundert.

### Rolle als Thronfolger und erster Prince of Wales
Während des Französisch-Englischen Krieges von 1294 bis 1303 wurde Eduard 1296 nominell Oberbefehlshaber der englischen Truppen, die eine befürchtete französische Invasion in England abwehren sollten. Während der politischen Krise im Sommer 1297 schworen ihm die führenden Magnaten am 14. Juli 1297 in Anwesenheit seines Vaters in Westminster die Treue. Anschließend war er zwischen dem 22. August 1297 und dem 14. März 1298, als sein Vater in Flandern war, der offizielle Regent von England. Am 10. Oktober 1297 bot er Roger Bigod, 5. Earl of Norfolk, Humphrey de Bohun, 3. Earl of Hereford und anderen oppositionellen Magnaten offiziell die Begnadigung an und bestätigte die Confirmatio Cartarum, eine überarbeitete Version der Magna Carta, wodurch die Krise beigelegt wurde. Im ersten schottischen Unabhängigkeitskrieg sammelte er während der Belagerung von Caerlaverock Castle im Juli 1300 erste militärische Erfahrungen. Während des Parlaments in Lincoln wurde Eduard am 7. Februar 1301 zum ersten englischen Prince of Wales und zum Earl of Chester ernannt. Damit wollte der König die englische Herrschaft über das eroberte Wales weiter festigen, gleichzeitig verschaffte er seinem Sohn eine eigene Herrschaft mit eigenen Einkünften. Der junge Prince of Wales besuchte im April und Mai 1301 Wales, wo er die Huldigung seiner Untertanen entgegennahm; dies war bis zu seiner Flucht im Oktober 1326 sein einziger Besuch in Wales.
Während des Feldzugs nach Schottland im Sommer und Herbst 1301 kommandierte Eduard unter dem Oberbefehl seines Vaters ohne großen Erfolg einen Teil der englischen Armee. Im März 1302 leitete er während der Abwesenheit seines Vaters erstmals eine Ratsversammlung der Magnaten, und im Juli und Oktober wurde er als Earl of Chester in das Parlament berufen. Im Herbst 1303 nahm er erneut an einem Feldzug nach Schottland teil, wo er bis zur Eroberung von Stirling Castle im Juli 1304 blieb. Am 14. Juni 1305 kam es in Midhurst in Sussex zu einem Zerwürfnis zwischen dem König und dem Thronfolger. Eduard war mit dem Lord High Treasurer seines Vaters, Walter Langton, in Streit geraten. Die Ursache hierfür ist unbekannt, vermutlich ging es um die hohen Kosten des eigenen Haushalts des Thronfolgers. Der Vater ergriff für seinen mächtigen, jedoch unbeliebten Vertrauten Partei und verbannte seinen Sohn von seinem Hof. Damit wollte er vermutlich auch Eduard von einigen seiner Freunde trennen, deren Einfluss er missbilligte. Zu ihnen gehörte der junge, aus Frankreich stammende Piers Gaveston, den der König 1300 selbst in den Haushalt des Thronfolgers aufgenommen hatte. Gaveston war der engste Freund des Thronfolgers geworden und hatte großen Einfluss auf ihn. Schon die Zeitgenossen argwöhnten, dass zwischen den beiden auch ein sexuelles Verhältnis bestand. Auch manche moderne Historiker glauben, dass zwischen ihnen ein homosexuelles Verhältnis bestand, doch dies kann nicht belegt werden und ist bis heute umstritten. Erst am Namenstag von Eduard dem Bekenner am 13. Oktober 1305 erfolgte eine Versöhnung zwischen Vater und Sohn, doch das Vertrauen zwischen den beiden war schwer beschädigt. Am 7. April 1306 wurde der Thronfolger zum Herzog von Aquitanien ernannt, und am 22. Mai wurde er zusammen mit 266 weiteren jungen Männern in einer feierlichen Zeremonie in Westminster zum Knight of the Bath geschlagen. Sein Vater übertrug ihm erneut das Kommando über eine englische Armee, mit der Eduard im August 1306 in Schottland einfiel, doch wegen der Plünderungen und Ausschreitungen des englischen Heeres berief ihn sein Vater verärgert zurück. Gaveston, der entgegen den Befehlen des Königs zusammen mit anderen jungen Rittern nicht am Feldzug teilgenommen hatte, zog sich erneut den Zorn des Königs zu und musste im Februar 1307 ins Exil gehen.

## Erste Jahre der Herrschaft als König

### Krönung und Hochzeit

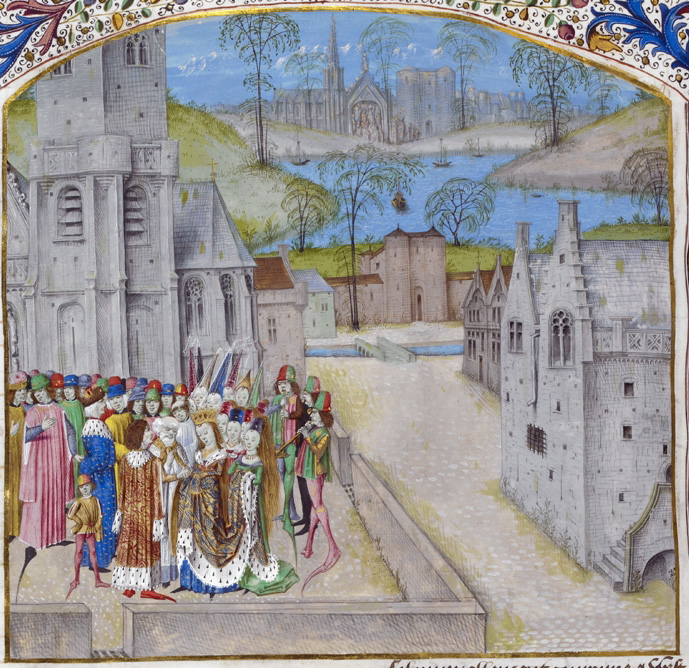
Die Hochzeit von Eduard und Isabelle. Buchmalerei, um 1475

König Eduard I. starb im Juli 1307 während eines weiteren Feldzugs gegen Schottland in Nordengland. Am 20. Juli huldigten die englischen Magnaten seinem Sohn als ihrem neuen König. Eine der ersten Maßnahmen Eduards II. als König war die Rückholung von Gaveston, den er am 6. August in Dumfries zum Earl of Cornwall erhob. Anschließend kehrte er nach England zurück und hielt am 13. Oktober eine Parlamentsversammlung in Northampton ab, um das Begräbnis seines Vaters und seine eigene Hochzeit und Krönung zu organisieren. Daneben rächte er sich an Walter Langton, den er absetzte und inhaftieren ließ. Neuer Lord High Treasurer wurde Walter Reynolds, der bisherige Verwalter seines Haushalts. Am 1. November 1307 heiratete Gaveston Eduards Nichte Margaret de Clare, eine Schwester des mächtigen Earls of Gloucester. Eduard ernannte Gaveston zu seinem Regenten, bevor er am 22. Januar 1308 nach Frankreich segelte. Am 25. Januar fand in Boulogne in Gegenwart von König Philipp IV. und zahlreicher Adliger die mehrfach verschobene Hochzeit von Eduard II. und Isabelle de France statt. Am 31. Januar leistete er seinem Schwiegervater für seine Besitzungen in Frankreich Hommage.

### Beginn der Adelsopposition
Am 7. Februar 1308 kehrte er mit seiner Frau nach Dover zurück, und am 25. Februar wurde das Königspaar in Westminster Abbey gekrönt. Die prächtige Feier wurde gestört durch den Ärger der französischen Besucher und der englischen Barone über die Bevorzugung und das Verhalten von Gaveston. Bereits während ihres Aufenthalts in Frankreich hatte eine Gruppe Barone ihren Unmut über die königliche Politik im Boulogne Agreement kundgetan. Ihre Enttäuschung entlud sich am 28. April, als sie während eines Parlaments in Westminster unter Führung des Earls of Lincoln vor den König traten und erklärten, dass sie der Krone, aber nicht unbedingt der Person des Königs Gehorsam schuldeten, und die Verbannung Gavestons forderten. Angesichts der geschlossenen Adelsopposition hatte Eduard II. keine Wahl und stimmte am 18. Mai dem Exil seines Freundes zu. Allerdings umging er die Verbannung, indem er Gaveston zum Lieutenant of Ireland ernannte. Dazu wandte er sich an den Papst mit der Bitte, das Exil Gavestons aufzuheben. Die vorläufige Verbannung führte zunächst zu einer Versöhnung des Königs mit den Baronen im August in Northampton. Während des Parlaments im April hatten die Barone dem König Reformvorschläge unterbreitet, die der König beraten wollte. Bis Sommer 1309 war es ihm gelungen, die Stimmung zugunsten Gavestons zu wenden. Dieser kehrte nach England zurück und traf sich am 27. Juni 1309 mit Eduard in Chester. Beim Parlament in Stamford im August 1309 billigte der König die Reformvorschläge der Barone. Eduard II. begünstigte jedoch weiter Gaveston, während er trotz seiner Zusage die Reformvorschläge nicht umsetzte. Daraufhin blieben die Earls of Lancaster, Lincoln, Warwick, Arundel und Oxford einer Ratsversammlung im Oktober in Oxford fern. Während des Parlaments von Westminster im Februar 1310 musste sich der König schließlich dem Druck der Barone beugen, die mit seiner Absetzung drohten. Er stimmte der Ernennung eines 21-köpfigen Komitees, den sogenannten Lords Ordainer, zu, das bis zum 29. September 1311 konkrete Reformvorschläge machen sollte.
Während die Lords Ordainer in London berieten, berief der König sein Heer für den 8. September nach Berwick, um seine Stellung in Schottland zu sichern. Die Earls of Lancaster, Pembroke, Hereford und Warwick blieben dem Aufruf fern, da sie als Lords Ordainer an ihren Reformvorschlägen arbeiteten, und sandten nur ein Mindestaufgebot. Ende Oktober 1310 erreichte Eduard II. Edinburgh, doch während ein Teil der Armee unter Gaveston weiter nach Norden vorstieß, kehrte der König Anfang November nach Berwick zurück. Dort blieb er bis Ende Juli 1311. Durch den Tod des gemäßigten Earl of Lincoln im Februar 1311 ging die Führung der Adelsopposition auf dessen Schwiegersohn Thomas of Lancaster, 2. Earl of Lancaster über, der ein Cousin des Königs und der reichste Magnat Englands war.

### Die Ordinances
Die Lords Ordainer legten schließlich das Resultat ihrer Arbeit in 41 Bestimmungen nieder, den sogenannten Ordinances, die eine weite Spannbreite von Reformvorschlägen umfassten. Sie verlangten u. a. die Zustimmung des Parlaments für die Vergabe von Ländereien und Privilegien sowie für die Ernennung der höchsten Staatsbeamten und die Stärkung des Schatzamtes gegenüber dem königlichen Haushalt. Letztlich verlangten die Barone eine stärkere Mitbestimmung und vor allem die Entfernung der sogenannten schlechten Ratgeber des Königs, vor allem von Gaveston. Der König weigerte sich zunächst strikt, diese Vorschläge anzuerkennen, da sie seine Souveränität klar einschränkten und er sich einer endgültigen Verbannung Gavestons widersetzte. Schließlich musste er dem Druck der Barone nachgeben. Am 27. September 1311 wurden die Ordinances in London verkündet.

### Zuspitzung des Konflikts um Gaveston
Bereits am 12. Oktober wandte sich der König an den Papst, um die Ordinances annullieren zu lassen, und zugleich war er entschlossen, die Verbannung Gavestons wieder aufzuheben. Spätestens am 13. Januar 1312 traf er ihn in Knaresborough, von wo sie nach York reisten. Diese Missachtung der Ordinances führte zum offenen Konflikt mit den Baronen. Erzbischof Robert Winchelsey von Canterbury berief die Prälaten und Magnaten für den 13. März zur Beratung in die St Paul’s Cathedral nach London. Dort wurden die Earls of Pembroke und Surrey beauftragt, Gaveston gefangen zu nehmen. Der König und Gaveston flohen Mitte April nach Newcastle und Anfang Mai weiter nach Scarborough, wo sie sich trennten. Während der König nach York zurückkehrte, wurde Gaveston in Scarborough Castle belagert und musste sich am 19. Mai ergeben. Der Earl of Pembroke garantierte bis zum Abschluss weiterer Verhandlungen für seine Sicherheit und ließ ihn Richtung London bringen. Unterwegs geriet Gaveston jedoch in die Gewalt des Earl of Warwick, der ihn nach Warwick Castle brachte und schließlich nach Beratung mit den Earls of Lancaster, Hereford und Arundel am 19. Juni hinrichten ließ.

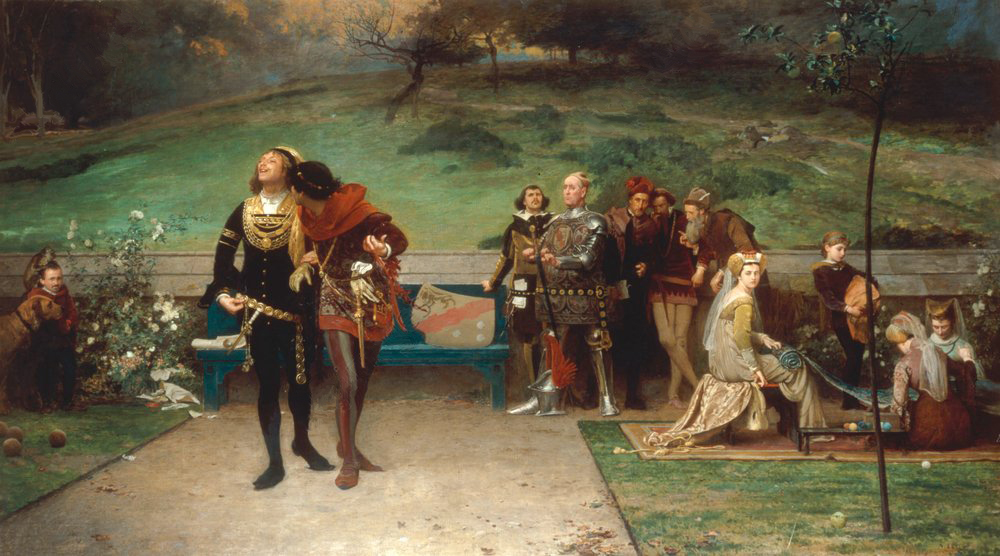
Eduard und Gaveston. Gemälde von Marcus Stone, 1872

Die Earls of Pembroke und Surrey schlossen sich daraufhin wieder dem König an. Dieser war nun fest entschlossen, die Ordinances zu annullieren. Zunächst drohte ein offener Bürgerkrieg, bis der König die Barone für weitere Verhandlungen nach Westminster berief. Es folgten langwierige Verhandlungen, bis der König am 20. Dezember in einer Abmachung den beteiligten Magnaten die Hinrichtung Gavestons vergab. Im Gegenzug unterwarfen sie sich ihm und übergaben ihm die Juwelen und den Schmuck, den sie Gaveston, der offiziell königlicher Kämmerer gewesen war, abgenommen hatten. Erst zwei Jahre später, am 2. Januar 1315, ließ der König in einer feierlichen Zeremonie die sterblichen Überreste von Gaveston in der Kapelle seiner Lieblingsresidenz in Kings Langley endgültig beisetzen.

## Krieg mit Schottland und Konflikt mit dem Earl of Lancaster

### Niederlage im Krieg mit Schottland
Trotz dieser oberflächlichen Versöhnung misstrauten die beiden Parteien weiterhin einander. Die Umsetzung der Vereinbarungen wurde verzögert und die Parlamente vom 18. März und vom 8. Juli 1313 endeten ohne konkrete Ergebnisse. Die Position des Königs wurde durch den Tod von Erzbischof Winchelsey im Mai 1313 und die Wahl seines Vertrauten Walter Reynolds zum Nachfolger gestärkt. Vom 23. Mai bis zum 16. Juli 1313 unternahmen der König und die Königin einen Staatsbesuch in Paris. Zusammen mit dem französischen König hatte Eduard II. am 6. Juni in der Kathedrale Notre-Dame das Kreuz genommen, und am 2. Juli konnten sie in einer Vereinbarung eine Reihe von Konfliktpunkten über die Besitzungen des englischen Königs in Südwestfrankreich klären. Die Unterstützung durch seinen Schwiegervater und die diplomatischen Bemühungen des Papstes führten zu einer weiteren Vereinbarung von König Eduard II. mit der Adelsopposition, die sich am 14. Oktober dem König unterwarf. Der König vergab ihnen erneut und erhielt am 28. November 1313 die Billigung der Barone für einen neuen Feldzug nach Schottland, der im Juni 1314 stattfinden sollte. Am 12. Dezember reiste der König nach Boulogne, um König Philipp IV. in Montreuil zu treffen und seine Zustimmung für eine Verpfändung der Einkünfte aus Aquitanien an den Papst zu erhalten, für die Eduard II. ein hohes Darlehen des Papstes erhalten hatte. Am 20. Dezember kehrte er nach England zurück. Obwohl die Frage der Ordinances noch nicht abschließend geklärt war, hatte der König erfolgreich einen Teil seiner Souveränität zurückerlangt und seine Stellung gefestigt. Die Nachrichten von der Eroberung von Roxburgh Castle und Edinburgh Castle durch die Schotten zwangen den König nun zum Handeln. Der Constable von Stirling Castle, der letzten verbliebenen englisch besetzten Burg in Schottland, hatte angekündigt, dass er sich ergeben müsse, wenn die Burg bis zum 24. Juni nicht entsetzt würde. Damit bot sich dem englischen König nun die Gelegenheit, das schottische Heer vor der belagerten Burg in einer offenen Feldschlacht zu stellen. Zwar verweigerten Lancaster, Warwick und andere Barone erneut ihre Teilnahme, dennoch konnte der König Anfang Juni ein zahlenmäßig weit überlegenes Heer nach Stirling führen. Die militärische Führungsschwäche des Königs führte jedoch dazu, dass die Engländer in der Schlacht von Bannockburn eine entscheidende, demütigende Niederlage erlitten. Eduard II. selbst kämpfte persönlich tapfer, musste aber schließlich von Henry de Beaumont und anderen vom Schlachtfeld geführt werden, um der Gefangennahme zu entgehen. Er flüchtete per Schiff nach Berwick und weiter nach York, wo er im September ein Parlament einberief. Angesichts der Niederlage musste er die Ordinances bestätigen und seine führenden Minister austauschen.

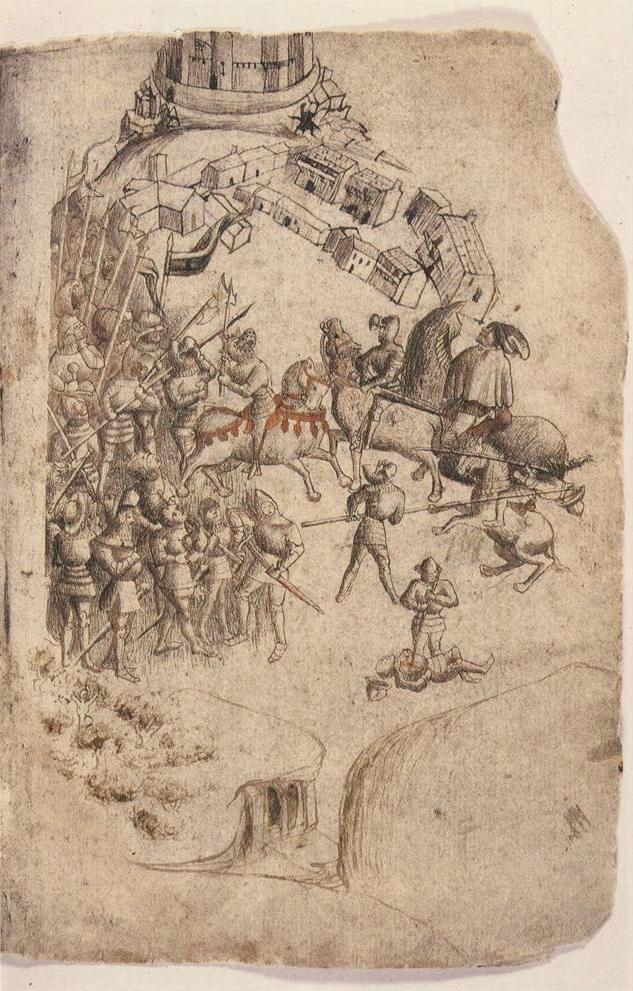
Die Schlacht von Bannockburn. Darstellung um 1440

Während des Parlaments im Januar und Februar 1315 musste der König weitere Zugeständnisse machen und die strikte Einhaltung der Ordinances zusichern. Die Schotten versuchten nun, den Sieg von Bannockburn auszunutzen. Im Mai 1315 landete eine schottische Armee unter Edward Bruce, dem Bruder des schottischen Königs, in Irland, um die dortigen englischen Gebiete zu erobern. Im Juli 1315 belagerten die Schotten Carlisle Castle, und ganz Nordengland musste Tribute an den schottischen König zahlen, was Eduard II. stillschweigend akzeptieren musste.

### Scheitern der Regierung Lancasters
Eduard II. beriet sich Ende August mit seinen führenden Magnaten in Lincoln und Mitte Dezember 1315 in Doncaster. Am 27. Januar 1316 trat dann das Parlament in Lincoln zusammen, das am 17. Februar Lancaster zum Vorsitzenden des königlichen Rats ernannte, um die Ordinances und weitere Reformen umzusetzen. Angesichts der Krise des Reichs, ausgelöst durch die schottischen Angriffe, die schlechte Finanzlage und die Hungersnot, konnte jedoch auch Lancaster keine raschen Erfolge erreichen, und angesichts der fortbestehenden Gegnerschaft des Königs zog er sich bereits Ende April 1316 auf seine Besitzungen in Nordengland zurück. Dies führte zu weiterer Instabilität des Reiches. Nordengland war weiter schottischen Angriffen ausgeliefert, und für die Nachfolge des verstorbenen Bischofs von Durham stellten sowohl der König, die Königin als auch Lancaster eigene Kandidaten auf. Der König sandte eine hochrangige Gesandtschaft zum neuen Papst Johannes XXII., um seinen Beistand gegen die Schotten zu gewinnen, wegen seiner Schulden finanzielle Zugeständnisse zu erhalten und vom Eid auf die Ordinances entbunden zu werden. Am 28. März 1317 lieh der Papst ihm den Ertrag des englischen Kirchenzehnten und am 1. Mai ordnete er einen Waffenstillstand zwischen England und Schottland an, doch von den Ordinances entband er den König nicht. Dazu beauftragte der Papst zwei Kardinäle mit der Aushandlung eines dauerhaften Friedens mit Schottland, doch schließlich mussten diese eher zwischen dem König und Lancaster vermitteln. Sowohl der König wie auch Lancaster behielten Truppen aufgeboten, vorgeblich für einen für September 1317 angekündigten Feldzug nach Schottland. Dieser fand jedoch nicht statt, und als der König Anfang Oktober von York nach Südengland reiste, mussten ihn seine Begleiter davon abbringen, Lancaster in Pontefract Castle anzugreifen.

### Aufstieg der Günstlinge und weiterer Konflikt mit Lancaster
Lancasters Hass auf den König wurde durch den Aufstieg einer Reihe von Günstlingen gesteigert, die vom König reich beschenkt wurden. Zu ihnen gehörten Roger Damory, Hugh de Audley, William Montagu, Hugh le Despenser der Ältere und vor allem dessen Sohn Hugh le Despenser der Jüngere. Damory und Audley hatten zwei der Schwestern und Erbinnen des bei Bannockburn gefallenen Earls of Gloucester geheiratet und waren dadurch zu großem Reichtum gekommen. Dazu hatten eine Reihe von Baronen, vor allem Pembroke, Hereford und Bartholomew de Badlesmere, dem König ihre militärische Unterstützung zugesichert. Sie waren teils persönliche Gegner Lancasters, teils hatten sie auch das Vertrauen in seine politischen Fähigkeiten und Möglichkeiten verloren und unterstützten nun wieder den König. Erneut stand das Reich damit vor einem offenen Bürgerkrieg. Die gemäßigten Barone wie Pembroke und Badlesmere versuchten nun, die Habgier der Günstlinge des Königs, vor allem von Damory, zu stoppen, um den Konflikt mit Lancaster zu entschärfen. Von November 1317 bis August 1318 verhandelten die gemäßigten Barone mit Lancaster, um die Beziehungen zwischen ihm und dem König langfristig zu verbessern. Der Erzbischof von Canterbury, der Erzbischof von Dublin sowie die Kardinäle Luca Fieschi und Gaucelin, zwei päpstliche Gesandte, übernahmen eine vermittelnde Position. Im Juli 1318, als der König in Northampton weilte, war Lancaster in Tutbury, und die königlichen und kirchlichen Gesandten reisten zwischen den beiden Orten hin und her, bis schließlich eine Einigung erzielt werden konnte. Am 7. August trafen sich der König und Lancaster und tauschten den Friedenskuss aus, am 9. August schlossen sie bei Nottingham den Vertrag von Leake, der am 20. Oktober von einem Parlament in York bestätigt wurde. Nach dem Vertrag wurden die Ordinances erneut bestätigt, die königlichen Günstlinge verließen zumindest zeitweise den Hof, und ein ständiger königlicher Rat wurde ernannt. Dazu bestätigte das Parlament die Ernennungen zu den wichtigsten Ämtern. Dennoch war dieses Abkommen für Lancaster nicht vorteilhaft. Er selbst war kein Mitglied des königlichen Rates, dessen Mitglieder das Vertrauen des Königs hatten. Auch die königlichen Günstlinge blieben zwar nicht mehr so offensichtlich, aber weiterhin am Hof präsent.

### Die Belagerung von Berwick
Im April 1318 war die wichtige Grenzstadt Berwick von den Schotten erobert worden, während die schottischen Invasionstruppen in Irland unter Edward Bruce im Oktober 1318 endgültig geschlagen wurden. Im Mai 1319 beschloss ein Parlament in York einen Feldzug zur Rückeroberung Berwicks. Obwohl alle führenden Magnaten einschließlich Lancaster an dem Feldzug teilnahmen, musste der König die am 7. September begonnene Belagerung bereits am 17. September wieder abbrechen, nachdem eine schottische Armee unter Sir James Douglas die Engländer umgangen hatte. Die Schotten plünderten Yorkshire und schlugen am 12. September eine eilig vom Erzbischof von York und vom Bischof von Ely aufgebotene englische Armee in der Schlacht bei Myton in der Nähe von York. Der König musste nun Verhandlungen mit den Schotten aufnehmen, die Ende Dezember zum Abschluss eines zweijährigen Waffenstillstands führten. Nach diesem Debakel wurde Lancaster verdächtigt, den Angriff der Schotten begünstigt zu haben, während Lancaster befürchtete, dass der König nach der Eroberung von Berwick militärisch gegen ihn vorgegangen wäre. Dazu missbilligte Lancaster das Verhalten von Hugh le Despenser, der 1318 Chamberlain of the royal Household geworden war und mit zum Fehlschlag von Berwick beigetragen hatte. Lancaster blieb dem Parlament in York am 20. Januar 1320 fern, auf dem der König ungewöhnlich rege beschließen ließ, dass er im Mai nach Frankreich reisen würde, um dem seit 1316 herrschenden französischen König Philipp V. für Aquitanien zu huldigen; dazu wurden Gesandte in die Gascogne sowie zum Papst gesandt. Weiter wurde vom Parlament beschlossen, die seit September 1318 in York befindliche Verwaltung wieder zurück nach Westminster zu verlegen. Am 19. Juni 1320 reisten der König und die Königin nach Frankreich, wo sie am 29. Juni Philipp V. in der Kathedrale von Amiens für Aquitanien und Ponthieu Hommage leisteten. Wenige Tage später trafen die beiden Könige erneut zusammen, um die von Eduard I. und Philipp IV. geschlossene Freundschaft zu erneuern. Dabei schlug ein französischer Rat vor, dass Eduard II. zusätzlich auch persönliche Treue schwören sollte, was eine stärkere persönliche Bindung an den französischen König bedeutet hätte. Dies wurde von Eduard II. strikt zurückgewiesen, was zeigt, dass er sich seiner Königswürde sehr bewusst war, auch wenn er von zahlreichen Günstlingen beeinflusst wurde. Am 22. Juli reiste er mit seiner Königin zurück nach England und erreichte am 2. August London.

### Despenser War und Bürgerkrieg

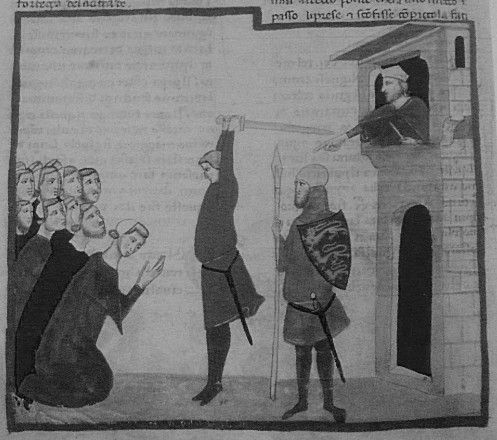
Eduard II. lässt Thomas von Lancaster hinrichten. Buchmalerei aus dem 14. Jahrhundert

Der König war weiter voller Energie und Initiativen und beteiligte sich auch im Parlament rege an den Diskussionen. Lancaster dagegen blieb weiter den Parlamenten fern, der Grund für seine Zurückhaltung war vermutlich seine Ablehnung des wachsenden Einflusses des jüngeren Despensers. Dieser versuchte, gestützt durch den König, seine Besitzungen in Südwales auf Kosten seiner Nachbarn zu erweitern. Gegen diese Expansion schlossen sich die Marcher Lords zusammen, denen sich auch Despensers Schwäger Roger Damory und Hugh de Audley anschlossen, da ihnen Despenser ihren Anteil am Erbe des Earl of Hertford streitig machte. Als Eduard II. am 20. Oktober 1320 die umstrittene Herrschaft Gower in Südwales beschlagnahmte und Despenser übergab, begannen die Gegner Despensers unter der Führung des Earl of Hereford Vorbereitungen für einen bewaffneten Gegenschlag. Eduard II. und Despenser wollten dem Angriff zuvorkommen und verließen am 1. März 1321 London. Am 27. März erreichten sie Gloucester, wohin der König die Marcher Lords zu einer Ratsversammlung am 5. April berief. Die Marcher Lords verweigerten jedoch ihr Erscheinen und begannen am 4. Mai mit einem Angriff auf Despensers Besitzungen in Wales den Despenser War. Sie konnten die Besitzungen Despensers in Südwales rasch erobern, worauf Eduard II. in der Hoffnung, die Besitzungen Despensers vor weiteren Angriffen zu schützen, für den 15. Juli 1321 ein Parlament nach Westminster berief. Trotz Vermittlungsversuchen der Bischöfe erschienen die Marcher Lords am 29. Juli mit ihrem Heer in London. Sie drohten mit der Absetzung des Königs, wenn er die Despenser nicht verbannte. Am 14. August stimmte der König dem Exil der Despenser zu und am 20. August begnadigte er offiziell die Rebellen.
Der König sann nun jedoch auf Rache und betrieb umgehend die Rückholung der Despenser sowie die Vernichtung seiner Gegner. Obwohl Lancaster mit den Marcher Lords verbündet war, hatte er bislang nicht aktiv in die Kämpfe eingegriffen. Es war ihm auch nicht gelungen, ein festes Bündnis zwischen den Rebellen und den ebenfalls oppositionellen nordenglischen Baronen zu schließen. Der König hoffte, dass das Bündnis der Rebellen nicht von Dauer sein würde, und traf sich mit dem jüngeren Despenser auf der Isle of Thanet, um anschließend gegen Bartholomew de Badlesmere, seinem früheren Steward of the Household, in Kent vorzugehen. Badlesmere hatte sich im Frühjahr 1321 den Rebellen angeschlossen, war jedoch zugleich ein erbitterter Gegner von Lancaster. Der König sandte nun Königin Isabelle nach Leeds Castle, damit sie in dieser Burg von Badlesmere Einlass erhielt. Wie erwartet, wurde dies ihr und ihrem Gefolge am 13. Oktober 1321 verweigert, worauf der König die Burg belagern ließ. Am 31. Oktober wurde die Burg erobert. Wie von Eduard erhofft, hatten sich die Rebellen nicht zu einem entschlossenen Entsatzversuch entschließen können.
Beide Seiten bereiteten nun einen offenen Krieg vor. Anfang Dezember 1321 erklärte eine auf Eduards Verlangen kurzfristig einberufene Versammlung der Bischöfe, an der nur der Erzbischof von Canterbury sowie vier der sechzehn englischen Bischöfe teilnahmen, das Exil der Despenser für ungültig. Der König hatte die Unterstützung der Earls of Pembroke, Richmond und Arundel sowie seines Halbbruders Edmund of Kent gewonnen. Am 8. Dezember verließ er mit seinen Truppen London und ging gegen die Rebellen in den Welsh Marches vor. Auf Initiative des Königs griffen walisische Adlige unter Gruffydd Llwyd die Burgen der Marcher Lords an, und ohne Unterstützung von Lancaster erhalten zu haben, ergaben sich Roger Mortimer of Wigmore und sein Onkel Roger Mortimer of Chirk am 22. Januar 1322 in Shrewsbury. Am 6. Februar ergaben sich weitere Rebellen in Gloucester, während der Earl of Hereford, Hugh de Audley und Roger Damory nach Nordengland flohen, um sich Lancaster anzuschließen. Der König sammelte seine Truppen bei Coventry, dazu befahl er Sir Andrew Harclay, dem Befehlshaber der königlichen Truppen in Carlisle, von Norden her gegen die Rebellen vorzurücken. Am 3. März traf er in Lichfield die Despenser. Bei Burton versuchten die Rebellen erfolglos den Übergang der königlichen Truppen über den Trent zu verhindern, dann flüchteten Lancaster, Hereford und die verbliebenen Rebellen vor der Übermacht nach Norden. Auf ihrer Flucht wurden sie am 16. März 1322 in der Schlacht bei Boroughbridge von Harclay vernichtend geschlagen. Hereford fiel, während Lancaster am nächsten Tag in Gefangenschaft geriet. Er wurde am 21. März zum König nach Pontefract gebracht und am selben Tag hingerichtet. Auch Badlesmere und 26 weitere Rebellen wurden in der Folge hingerichtet, während die Mortimers, Hugh de Audley und zahlreiche andere in Gefangenschaft blieben. Ihre Besitzungen wurden beschlagnahmt und fielen an die Krone. Einige wenige Rebellen konnten gegen hohe Strafen ihre Besitzungen zurückerhalten, doch über 100 Adlige verloren ihren Besitz.

## Autoritäre Herrschaft, Sturz und Tod

### Ausschaltung der Opposition
Nach diesem vollständigen Sieg des Königs über die Rebellen berief der König ein Parlament nach York, das am 2. Mai 1322 begann. Im Statute of York wurden die Ordinances aufgehoben und auch zukünftige Einschränkungen der königlichen Macht für ungültig erklärt. Damit hatte der König seine seit 1311 eingeschränkte Macht vollständig wiedererlangt. Allerdings bestätigte er sechs Artikel der Ordinances, die sich als nützlich erwiesen hatten und die seinen Reformwillen bekräftigen sollten. Daneben bestätigte das Parlament die Verurteilung Lancasters und hob formell die Verbannung der Despenser auf, die der König reich mit beschlagnahmten Besitzungen der Rebellen belohnte. Den älteren Despenser erhob er dazu zum Earl of Winchester, während er den siegreichen Harclay zum Earl of Carlisle erhob.

### Erneutes Scheitern in Schottland
Nach dem Sieg über die Adelsopposition war Schottland der einzig verbliebene Gegner des Königs. Durch die schottischen Eroberungen von Carlisle und Berwick fehlten den Engländern die Ausgangsbasen für ihre Grenzverteidigung, dazu hatten die inneren Konflikte und mangelnde Ressourcen bislang wirksame englische Gegenangriffe verhindert. Bereits kurz nach Lancasters Tod wollte der König endlich die demütigende Niederlage von Bannockburn rächen und ordnete am 25. März 1322 einen Feldzug nach Schottland an. Am 12. August marschierte die englische Armee in Schottland ein, doch die Schotten vermieden eine offene Feldschlacht, zogen sich nach Norden zurück und zerstörten alle Vorräte. Eduard II. stieß bis in die Nähe von Edinburgh vor, doch verlor er zahlreiche Soldaten, darunter auch seinen unehelichen Sohn Adam, durch Hunger und Krankheit. Die Engländer mussten sich wieder zurückziehen, und am 10. September 1322 erreichte der König Newcastle. Durch diesen fehlgeschlagenen Feldzug verlor Eduard II. wieder einen Großteil seiner militärischen Reputation, die er durch seinen Erfolg über die Rebellen gewonnen hatte. Doch es kam noch schlimmer. Die Schotten überschritten am 30. September die englische Grenze, und König Robert the Bruce plante die Gefangennahme des englischen Königs. Obwohl Eduard II. von der Annäherung der schottischen Armee wusste, schlugen die Schotten am 14. Oktober 1322 in der Schlacht bei Byland die Engländer und zerstreuten sie. Die Schotten verfolgten Eduard II., der sich in der nahen Byland Abbey aufgehalten hatte, er musste nach York fliehen, das er am 18. Oktober erreichte. Königin Isabelle, die der König in Tynemouth Priory zurückgelassen hatte, befand sich nun hinter den feindlichen Linien und konnte sich vermutlich nur durch eine gefährliche Überfahrt übers Meer retten. Dazu schloss Andrew Harclay, der Sieger von Boroughbridge, am 3. Januar 1323 seinen eigenen Frieden mit König Robert the Bruce und erkannte die schottische Unabhängigkeit an. Der erzürnte König widerrief umgehend dieses Abkommen und ließ Harclay verhaften und am 3. März wegen Verrats hinrichten. Dennoch musste er nun selbst Verhandlungen mit Robert the Bruce aufnehmen und am 30. Mai 1323 in Bishopthorpe bei York einem dreizehnjährigen Waffenstillstand zustimmen. Damit befand sich England erstmals seit 1294 im Frieden mit all seinen Nachbarn.

### Tyrannische Herrschaft des Königs und der Despenser
Der innere Frieden in England war jedoch nur oberflächlich. Auch nach der Niederschlagung von Lancasters Rebellion wurden Rebellen hingerichtet, die harte Bestrafung und Enteignung der Rebellen verbitterte die Überlebenden und die Verwandten der Hingerichteten. Die Loyalität der Anhänger des Königs wurde durch die Begünstigung der Despenser aufs Äußerste strapaziert. Obwohl der jüngere Despenser großen Einfluss hatte, blieb der König jedoch der Haupttreibende der Politik dieser Jahre. Die Adligen und die Parlamente unternahmen in diesen Jahren nichts gegen die strenge Herrschaft des Königs, die Parlamente und Ratsversammlungen hatten nichts zu entscheiden. Die Magnaten waren durch das Schicksal der Rebellen und durch hohe mögliche Strafen eingeschüchtert. Der König hatte freie Bahn, sein Wille war in dieser Zeit Gesetz. Die beschlagnahmten Besitzungen seiner Gegner beutete er rücksichtslos aus. Durch diese Einkünfte konnte Eduard II. nicht nur die Schulden seines Vaters zurückzahlen und einen neuen Krieg mit Frankreich führen, ohne neue Steuern zu erheben, sondern häufte auch einen gewaltigen Schatz an, der gegen Ende seiner Herrschaft £ 60.000 umfasste, was in etwa einem Jahreseinkommen des Königs entsprach. Am 1. August 1323 konnte Roger Mortimer of Wigmore aus der Gefangenschaft im Tower entkommen, damit begann ein Prozess, der mit dem Sturz des Königs drei Jahre später endete.

### Krieg mit Frankreich

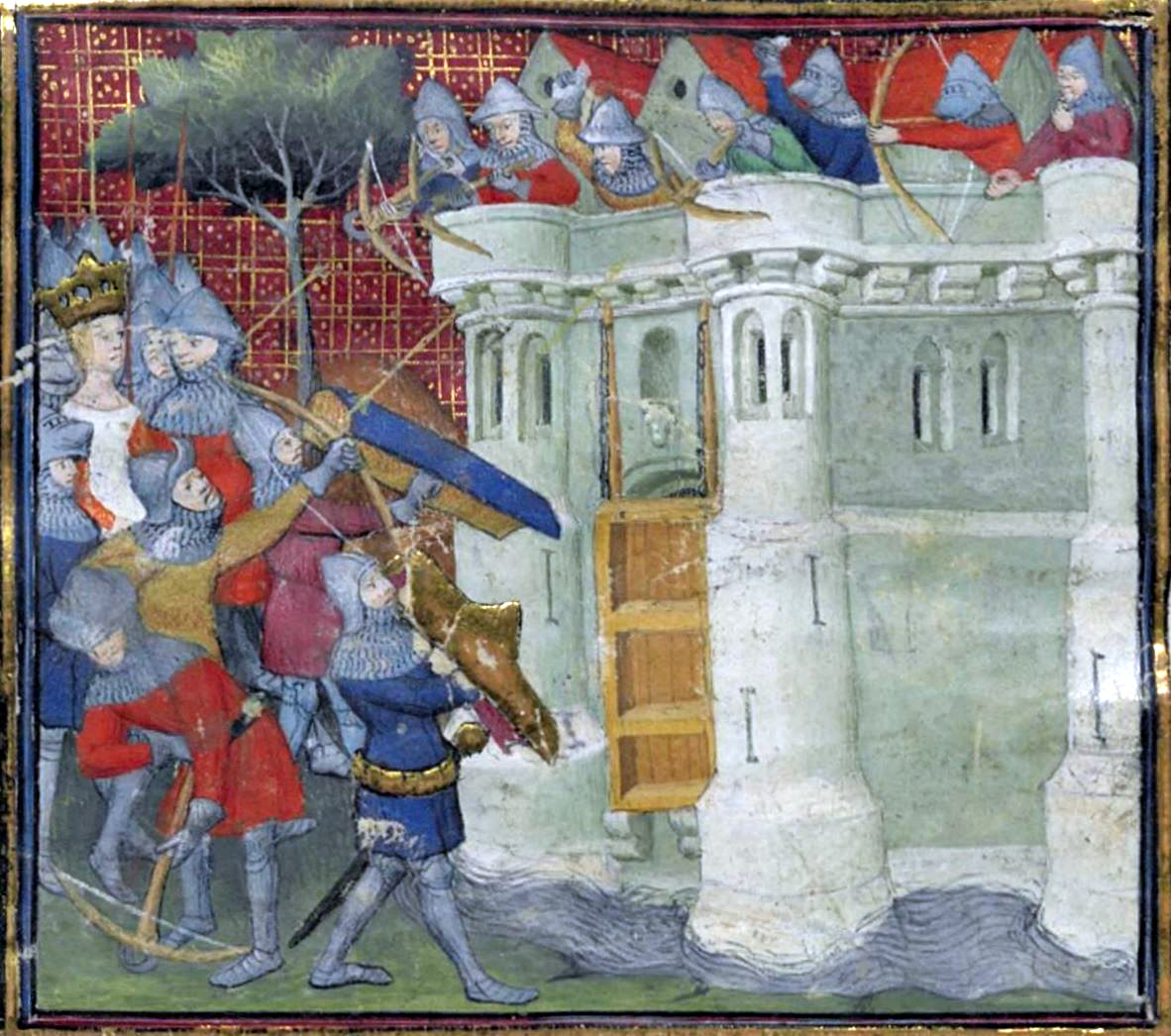
Königin Isabelle erobert Bristol. Buchmalerei aus dem 15. Jahrhundert

Im Oktober 1323 kam es in Saint-Sardos in Südwestfrankreich zu einem Zwischenfall zwischen einem Vasall des englischen Königs und französischen Beamten. Die guten Beziehungen zwischen England und Frankreich wurden dadurch zerstört, und die Versuche, den Konflikt auf friedlichem Weg beizulegen, scheiterten. Im August 1324 fiel eine französische Armee in die Gascogne ein. Eduard II. überlegte, selbst eine Armee nach Südwestfrankreich zu führen, doch letztlich sandte er am 9. März 1325 seine Frau, Königin Isabelle, nach Frankreich, um mit ihrem Bruder, dem französischen König Karl IV., einen Frieden auszuhandeln. Eduard II. war schließlich auch bereit, selbst nach Frankreich zu reisen und Karl IV. am 29. August in Beauvais für seine französischen Besitzungen zu huldigen, doch dann nahm er den Vorschlag Karls IV. an, seine französischen Besitzungen an seinen ältesten Sohn zu übertragen, der dann dem französischen König huldigen sollte. Am 2. September übertrug Eduard II. das Ponthieu und Montreuil an seinen Sohn Eduard, und am 10. September auch das Herzogtum Aquitanien. Der Thronfolger verließ am 12. September England und leistete am 24. September im Schloss Vincennes bei Paris, wo auch seine Mutter war, dem französischen König Hommage. Danach ignorierten jedoch sowohl Isabelle wie auch der Thronfolger die Aufforderungen von Eduard II., wieder nach England zurückzukehren. Im November 1325 erklärte Isabelle offen, sie würde erst nach England zurückkehren, wenn der jüngere Despenser vom Königshof entfernt worden wäre.

### Sturz und Gefangennahme
Das Verhältnis zwischen Eduard II. und seiner Frau Isabelle hatte sich spätestens ab 1321 rasch verschlechtert, was vor allem am Einfluss des jüngeren Despenser auf den König lag. Ob zwischen dem König und Despenser auch eine sexuelle Beziehung bestand, ist nicht nachgewiesen. Zweifelsfrei war es jedoch Despenser gelungen, den König und die Königin auseinanderzubringen. Isabelle hatte Despenser die Schuld gegeben, dass der König sie 1322 in Tynemouth im Stich gelassen hatte, so dass sie beinahe den Schotten in die Hände gefallen wäre, und sie machte ihn auch für die Besetzung ihrer Ländereien verantwortlich, die der König als offizielle Reaktion auf den französischen Einfall in die Gascogne 1324 beschlagnahmt hatte. Infolgedessen blieb sie 1325 in Frankreich und machte Despenser für ihre Trennung von ihrem Ehemann verantwortlich. Mitverantwortlich für diese Situation war möglicherweise auch Despensers Frau Eleanor de Clare, eine Nichte des Königs, der der König 1324 die Aufsicht über die Königin und die Ländereien des Königs übertragen hatte und die sogar das Siegel der Königin führte. Nach dem Chronisten Henry Knighton soll sich Eleanor während der Abwesenheit Isabelles in Frankreich wie eine Königin aufgeführt haben, während der sogenannte Hainault-Chronist sogar behauptet, zwischen Eduard II. und seiner Nichte hätte ein sexuelles Verhältnis bestanden.
Isabelle selbst begann in Frankreich vermutlich im Dezember 1325 ein Verhältnis mit dem aus dem Tower entkommenen Roger Mortimer of Wigmore. Dies erfuhr vermutlich auch König Eduard II. von Mitgliedern des Haushalts der Königin, die diese Beziehung missbilligten. Der erzürnte König beschuldigte in einem Brief an den französischen König Karl IV. vom 18. März seine Frau des Ehebruchs, und vermutlich plante er im Sommer 1326, sich wegen einer Scheidung an den Papst zu wenden. Bereits im Januar und Februar 1326 hatte der König Maßnahmen zur Abwehr einer möglichen Invasion von Mortimer und Isabelle getroffen, die vom Grafen von Hainault, dem Vater der Verlobten des Thronfolgers Eduard, unterstützt wurden. Am 19. Juni 1326 schrieb er noch einen scharfen Brief an seinen Sohn, in dem er ihm die Hochzeit verbot und ihn aufforderte, ihm als Sohn pflichtgemäß zu gehorchen. Trotz der Vorkehrungen des Königs landeten Königin Isabelle und ihre Unterstützer jedoch ohne Widerstand am 24. September in Orwell in Suffolk. Die Herrschaft von Eduard II. brach nun zusammen, und der von zahlreichen Gefolgsleuten verlassene König flüchtete am 2. Oktober zusammen mit dem jüngeren Despenser aus London nach Westen. Am 11. Oktober erreichten sie Gloucester und am 16. Oktober Chepstow. Von dort versuchten sie am 21. Oktober auf die Insel Lundy zu flüchten, um von dort möglicherweise Irland zu erreichen, doch durch widrige Winde mussten sie nach Cardiff segeln. In Südwales versuchten sie, Truppen in den dortigen Besitzungen Despensers zu rekrutieren, dazu hofften sie, wie 1321 Unterstützung durch die Waliser zu erhalten. Am 28. Oktober erreichten Eduard II. und Despenser das mächtige Caerphilly Castle, wo sie Despensers ältesten Sohn Hugh und einen Teil ihres mitgeführten Schatzes in der Obhut einer starken Garnison zurückließen. Über Margam und Neath Abbey flüchteten sie weiter nach Westen. Die Königin und Mortimer hatten Henry of Lancaster, den Bruder von Thomas of Lancaster, mit der Verfolgung beauftragt. Verraten von Einheimischen, wurden Eduard II., Despenser und ihre auf wenige Männer geschrumpfte Begleitung am 16. November in den dichten Wäldern von Südwales bei Llantrisant von Männern von Lancaster gefangen genommen. Der zweite Teil des mitgeführten Schatzes, noch etwa £ 13.000, sollte von Neath nach Swansea Castle gebracht werden, doch er wurde in den Wirren nach der Verhaftung des Königs geraubt und konnte nie gefunden werden.

### Erzwungene Abdankung
Eduard II. wurde nach Monmouth Castle, eine Burg von Henry of Lancaster, gebracht, wo ihm am 20. November sein Siegel abgenommen wurde. Am 5. Dezember erreichte er Kenilworth Castle. Dort verblieb er in der Obhut von Lancaster. In der Zwischenzeit hatten die Königin und der Thronfolger Eduard am 15. Oktober in Wallingford erklärt, dass sie das Reich, die Kirche und den König von der Tyrannei Despensers befreien wollten, und am 26. Oktober wurde der Thronfolger in Bristol zum Guardian des Reiches proklamiert. Der in Bristol in Gefangenschaft geratene ältere Despenser wurde am 27. Oktober hingerichtet, der jüngere Despenser am 24. November in Hereford. Mortimer und die Königin suchten nun nach einer Möglichkeit, um Eduard II. mit einem Anschein von Legalität abzusetzen. Der Thronfolger Eduard berief am 28. Oktober im Namen des Königs das Parlament für den 7. Januar 1327 nach Westminster. Der König soll seine Teilnahme verweigert haben, und am 13. Januar wurde dem Parlament eine Auflistung von Verfehlungen des Königs vorgelegt, die vermutlich ein Sekretär von Bischof John Stratford von Winchester verfasst hatte. Eduard wurde vorgeworfen,
- er sei persönlich unfähig zu regieren, er habe zugelassen, dass andere die Herrschaft ausübten, sei schlecht beraten worden, habe aber den Rat der großen und weisen Männer des Königreichs und aller anderen abgelehnt;
- er habe sich unangemessenen und für einen König unwürdigen Tätigkeiten gewidmet und darüber sein Königreich vernachlässigt;
- er sei stolz, habgierig und grausam gewesen;
- er habe das Königreich Schottland, Teile der Gascogne und von Irland verloren, die ihm sein Vater in Frieden übergeben hatte, und habe die Freundschaft des Königs von Frankreich und anderer verloren,
- er habe die Kirche bedrängt und Geistliche gefangen genommen und ermordet, auch habe er zahlreiche Magnaten gefangen genommen, exiliert und enteignet,
- er habe seinen Krönungseid missachtet, sei schlechten Ratgebern gefolgt und habe sein Königreich vernachlässigt, vor allem aber sei er unverbesserlich und ohne Hoffnung auf Besserung.

Diese Vorwürfe seien bekannt und könnten nicht geleugnet werden.
Auch wenn diese Anklagen teils verschwommen und teils falsch waren, da er beispielsweise Schottland nicht befriedet übernommen hatte, wurde er von seinen Gegnern als unfähiger Herrscher betrachtet, dem kein Respekt und Gehorsam mehr geschuldet werden musste. Eine Delegation reiste zum gefangenen König nach Kenilworth, wo Bischof Adam Orleton von Hereford Eduard II. die Anklagen am 20. Januar 1327 vortrug und ihn aufforderte, zugunsten seines Sohnes auf den Thron zu verzichten. Unter starkem Druck stimmte Eduard II. dem schließlich zu. Sir William Trussell widerrief im Namen des Parlaments dessen Hommage an Eduard II., und Sir Thomas Blount, der Steward of the Household, zerbrach seinen Amtsstab. Am 25. Januar wurde der Thronfolger offiziell zum König erklärt und am 1. Februar in Westminster Abbey gekrönt.

### Gefangenschaft und mutmaßlicher Tod
Der ehemalige König blieb in Kenilworth, bis er vermutlich am 2. April 1327 an Thomas de Berkeley und John Maltravers übergeben wurde, nachdem eine vom Dominikaner John Stoke geleitete Verschwörung vergeblich versucht hatte, Eduard zu befreien. Am 6. April erreichte er Berkeley Castle. Im Juli scheiterte eine weitere Verschwörung, die ebenfalls von einem Dominikaner, Thomas Dunheved, geleitet worden war, bei dem Versuch, Eduard aus der Burg zu bringen. Am 14. September soll der Waliser Sir Rhys ap Gruffydd ebenfalls versucht haben, Eduard zu befreien. Kurz darauf wurde während des Parlaments in Lincoln verkündet, dass der ehemalige König am 21. September gestorben sei. Am 22. Oktober wurde seine Leiche in Gloucester öffentlich aufgebahrt, und am 20. Dezember 1327 in St Peter Abbey in Gloucester in Anwesenheit seiner Witwe Isabelle und des jungen Eduard III. begraben. Sein einbalsamiertes Herz war zuvor seiner Witwe übergeben worden. Eduard III. errichtete später ein prächtiges Grabdenkmal für seinen Vater.

### Kontroversen über den Tod

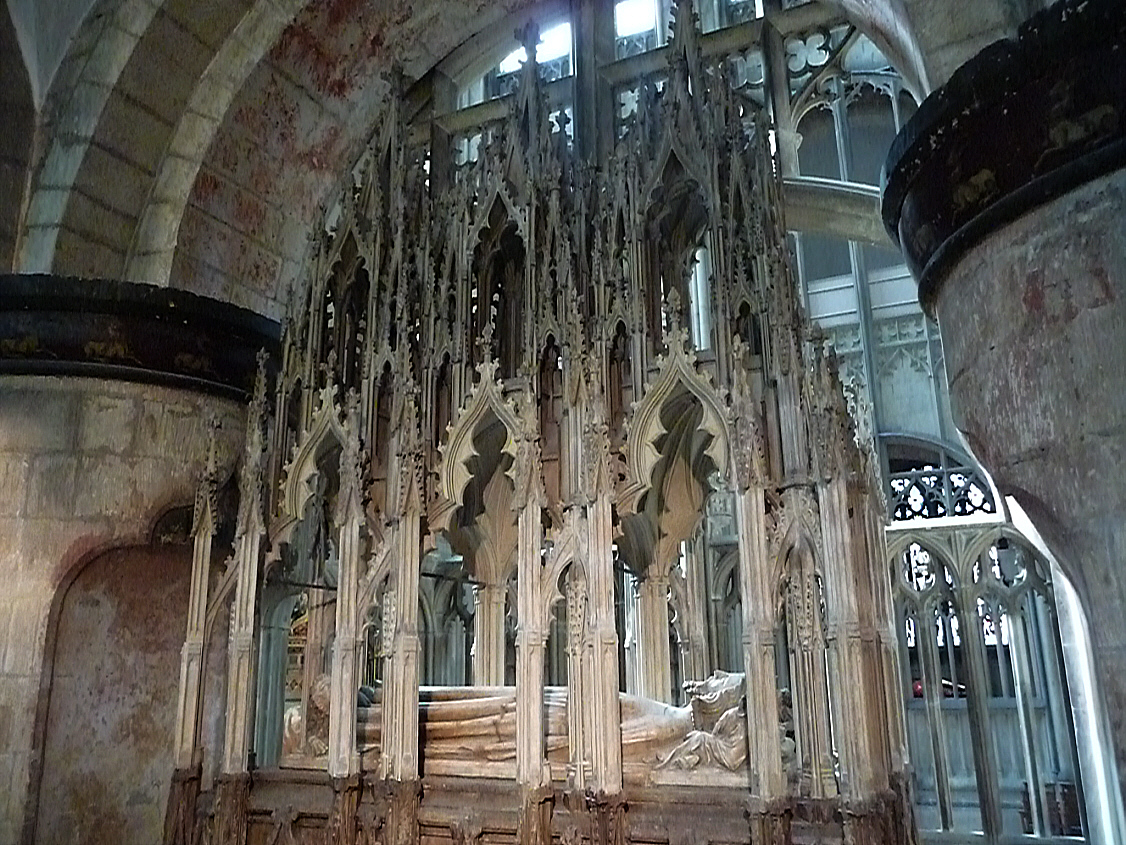
Grabdenkmal von Eduard II. in der Kathedrale von Gloucester

Obwohl Eduard II. offiziell eines natürlichen Todes gestorben war, vermutete man schon bald seine Ermordung. Doch erst nach dem Sturz von Roger Mortimer 1330 behauptete man offen die Ermordung Eduards II. und im November verurteilte man Thomas Gurney und William Ockley in Abwesenheit wegen des Mordes zum Tod, während eine Jury Thomas de Berkeley im Januar 1331 entlastete. John Maltravers verurteilte man wegen eines anderen Vergehens, er musste lange Jahre im Exil leben, ehe er nach England zurückkehren durfte. Da Gurney und Ockley nie in England vor Gericht gestellt wurden, waren die genauen Umstände des Todes von Eduard nie zu klären. Es gibt mehrere Theorien über den Ablauf der mutmaßlichen Ermordung; unter anderem ist strittig, ob Mortimer die Ermordung nach den gescheiterten Befreiungsversuchen befohlen hatte oder ob die Wärter nach den Befreiungsversuchen in Panik den König ermordeten. Angeblich trieb man Eduard als brutale Anspielung auf seine vermutete Homosexualität eine glühende Eisenstange durch ein abgesägtes Kuhhorn in den After, damit die Leiche keine Spuren äußerlicher Gewaltanwendung aufwies. Diese Darstellung ist allerdings nicht bewiesen. Als am wahrscheinlichsten gilt, dass Eduard II. am 21. September starb, doch ob durch einen natürlichen Tod oder durch Ermordung, ist nicht nachzuweisen. Dennoch verstummten nie Gerüchte, dass man den ehemaligen König tatsächlich aus Berkeley Castle befreite. Noch 1330 richtete man seinen Halbbruder Edmund of Kent hin, weil er angeblich Eduard wieder als König einsetzen wollte. Im September 1330 schrieb Papst Johannes XXII. in einem Brief an König Eduard III. und an Isabelle, dass er erstaunt sei, wie jemand feierlich begraben wurde und dennoch am Leben sei. Im September 1338 tauchte ein gewisser William le Galeys (Wilhelm der Waliser) in Köln auf, von wo man ihn nach Koblenz brachte, wo zu dieser Zeit ein Treffen Eduards III. mit dem römisch-deutschen Kaiser Ludwig dem Bayern stattfand. Auch der spätere Bischof von Vercelli in Italien, Manuele Fieschi, schrieb 1336 oder 1338 einen Brief an den englischen König, nach dem Eduard II. nach seiner Befreiung durch Europa gereist sei und schließlich als Einsiedler bei Cecima in der Lombardei gestorben sei.

## Nachwirkung
Eduard II. besuchte regelmäßig Gottesdienste und galt als außergewöhnlich fromm. 1317 oder 1318 glaubte er an ein angeblich wundertätiges Öl, das ihm ein skrupelloser Dominikaner namens Nicholas Wisbech gebracht hatte und das mit einem Schlag alle seine Probleme lösen könne. Wie sein Vater und Großvater war Eduard ein Verehrer des heiligen Eduard des Bekenners, daneben war er ein Verehrer von Thomas Becket. Bis zu seinem Tod unterhielt er eine enge Beziehung zum Dominikanerorden, und mindestens zweimal waren Dominikaner an den Befreiungsversuchen beteiligt. Deshalb forderte man schon bald die Heiligsprechung des verstorbenen Königs, ähnlich wie man bereits 1322 die Heiligsprechung von Thomas of Lancaster gefordert hatte. Der Dominikanerorden unterstützte diese Bestrebungen. Schließlich bat sein Urenkel König Richard II., der ebenfalls enge Beziehungen zum Dominikanerorden unterhielt, 1385 den Papst, eine Kanonisation einzuleiten, und ließ eine Sammlung mit angeblichen Wundern von König Eduard II. erstellen, die man Anfang 1395 Papst Bonifatius IX. in Florenz übergab. Das Verfahren wurde nach der Absetzung Richards II. 1399 eingestellt und nie wieder aufgenommen.

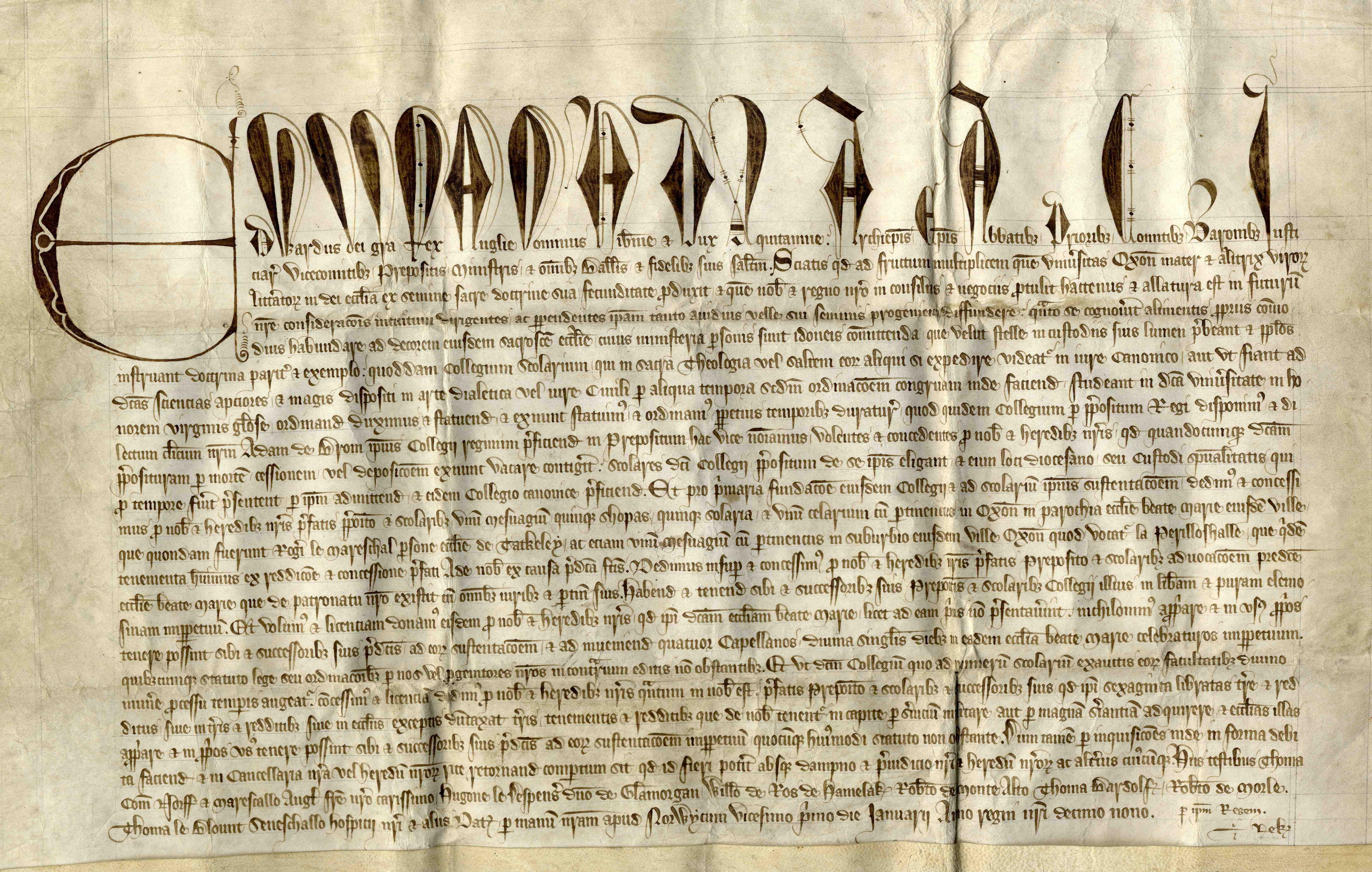
Gründungscharta von Oriel College

Königin Isabelle stiftete 1336 in Eltham Palace nicht nur für ihren verstorbenen Sohn John, sondern auch für ihren toten Ehemann Seelenmessen. Nachdem sie 1358 gestorben war, begrub man sie in ihrem Hochzeitsmantel von 1308 und legte das in einer Schatulle aufbewahrte einbalsamierte Herz von Eduard auf ihre Brust.
An den König erinnert das von ihm gegründete Oriel College in Oxford.

## Nachkommen
Eduard II. hatte mit seiner Frau Isabelle de France vier Kinder:
- Eduard III. (* 13. November 1312; † 21. Juni 1377), Thronfolger
- Johann (* 14. August 1316; † 13. September 1336), Earl of Cornwall 1328
- Eleonore (* 18. Juni 1318; † 22. April 1355) ⚭ 1332 Rainald II. von Geldern
- Johanna (* 5. Juli 1321; † 7. September 1362) ⚭ 1328 König David II. von Schottland

Daneben hatte er mindestens einen unehelichen Sohn, dessen Mutter unbekannt ist:
- Adam FitzRoy († vor 30. September 1322)

## Bewertung
Schon früh beurteilte man die Regierungszeit Eduards II., vor allem im Vergleich zu der seines Vaters und seines Sohnes, überwiegend negativ. Mit Ausnahme des Chronisten Geoffrey Baker, der die Leiden und den Tod Eduards als ein Zeichen seiner Heiligkeit beschreibt, waren die anderen zeitgenössischen und zeitnahen Chronisten generell kritisch, wenn nicht feindlich gegenüber Eduard eingestellt. Sein Andenken färbte man früh sehr negativ, wohl auch, um den Kontrast zu seinem Nachfolger zu verstärken. Dabei hatte er sein Amt als König ernst genommen und hartnäckig Einschränkungen seiner königlichen Macht abgelehnt. Er war wahrscheinlich höher gebildet, als viele dachten, und konnte sich auch bemerkenswert klar ausdrücken, wie das erstaunt schweigende Publikum bewies, als er 1320 in Amiens den vorgeschlagenen Treueschwur auf den französischen König eindeutig zurückwies. Gut aussehend, stark und athletisch, war er eine eindrucksvolle Figur und ein guter Reiter. Eduard schwamm und ruderte, was als unwürdig für einen König galt. Persönlich kämpfte er in der Schlacht tapfer. Er war gerne in Gesellschaft anderer und galt als großzügig mit einem schlauen Sinn für Humor. Als man Ostern 1314 den Leichnam von Alban von England in der Kathedrale von Ely zeigte, bemerkte er, dass er bereits eine Woche zuvor die Leiche desselben Heiligen woanders gesehen habe. Seine positiven Eigenschaften wogen jedoch seine Fehler auf. Sein Vater war durch den Krieg mit Schottland so in Anspruch genommen gewesen, das er seinem Sohn nicht genug Möglichkeit gegeben hatte, durch die Mitübernahme von Verantwortung Regierungserfahrung zu sammeln. Er war zweifellos grausam und übellaunig, dazu äußerst rachsüchtig. Dazu bevorzugte er seine Günstlinge wie vor allem Gaveston und später die Despensers, die durch ihr Verhalten nicht nur Ablehnung, sondern schließlich auch Feindseligkeit beim englischen Adel und auch bei seiner eigenen Frau hervorriefen. Er spielte vermutlich eine größere Rolle in der Tagespolitik als vielfach angenommen. In Krisen wie 1321 und 1322 konnte er sehr entschlossen handeln, doch seine Aktivitäten waren nicht dauerhaft, so dass ihn häufig Günstlinge beeinflussen konnten.
Spätere Jahrhunderte verfassten zahlreiche Lebensbeschreibungen und Bücher über Eduard II. Das um 1592 entstandene Drama Edward II von Christopher Marlowe hebt ungewöhnlich deutlich die angebliche Homosexualität des Königs hervor. 1923 bearbeitete Bertolt Brecht das Stück, auch der Film Edward II (1991) von Derek Jarman basiert auf dem Drama. Henry Cary, 1. Viscount Falkland, hob in seiner The History of the most Unfortunate Prince King Edward II die Abhängigkeit des Königs von seinem Favoriten Despenser hervor. Das Buch ist um 1627 geschrieben und bezieht sich klar auf das Verhältnis zwischen König Karl I. und seinem Günstling Buckingham, weshalb es erst 1680 erscheinen konnte.
Die meisten Historiker des 19. und frühen 20. Jahrhunderts wie William Stubbs, Thomas Frederick Tout und J. C. Davies stellten vor allem die verfassungsrechtlichen Fragen und die Konflikte Eduards mit seinen Magnaten in den Mittelpunkt der Forschung, von ihnen wurde die Bedeutung der Parlamente hoch eingeschätzt. Die neuere Forschung betrachtet Eduard II. differenzierter und untersuchte ab den 1970er Jahren die komplexen, teils persönlichen Zusammenhänge aus der Zeit Eduards II. näher. Wie neuere Einzeluntersuchungen aufzeigen konnten, war Eduard II. (auch im Vergleich mit den Leistungen seines Vaters) kein unfähiger Politiker oder Administrator. Es gelang ihm aber nicht, Konsens über seine Herrschaft herzustellen. Seymour Phillips, der 2010 sowohl die derzeit maßgebliche Biographie vorgelegt als auch den Artikel im Oxford Dictionary of National Biography verfasst hat, beschreibt, wie Eduard von seinem Vater ein schweres Erbe mit hohen Schulden und einem ungelösten Krieg mit Schottland übernahm. Der Krieg mit Schottland war schwer zu gewinnen, aber es war politisch undenkbar, ihn verloren zu geben. Dazu erbte er ein tiefes Misstrauen gegen seine mächtigen Magnaten, die nach Reformen und mehr Macht strebten. Seine Entschlossenheit, seine königlichen Rechte und seine Günstlinge zu schützen (vor allem die Familie Despenser), war so extrem, dass ein längerfristiger Kompromiss mit seinen Gegnern gar nicht möglich war. Phillips beurteilt die Herrschaft Eduards, der ein komplizierter Charakter gewesen sei, ausgewogen: Eduard sei sicherlich kein bedeutender König gewesen, jedoch habe man ihn wohl zu seinen Lebzeiten, sicherlich aber in moderner Zeit, eher unterbewertet.
Die demütigende Ermordung Gavestons 1312 führte schließlich zum Bürgerkrieg von 1321 bis 1322 und dann zu Eduards Absetzung 1326. In der neuesten (wenngleich knappen) Biographie des Königs kommt Christopher Given-Wilson zu einer eher kritischen Beurteilung Eduards, der den Aufgaben seines Amts nicht gewachsen gewesen sei. Bei Eduard II. hatte man erstmals seit der normannischen Eroberung gegen einen englischen König Gewalt angewendet; dies wiederholte sich bei Richard II. und steigerte sich während der Rosenkriege.